# Geissorhiza subrigida
Geissorhiza subrigida är en irisväxtart som beskrevs av Harriet Margaret Louisa Bolus. Geissorhiza subrigida ingår i släktet Geissorhiza och familjen irisväxter. Inga underarter finns listade i Catalogue of Life.